# 东航浙江公司
中国东方航空股份有限公司浙江分公司成立于1992年6月，是中国东方航空股份有限公司在浙江的分支机构，前身为总部设于浙江宁波的长城航空。东航浙江公司为宁波地区的基地航空企业，主要从事国际、国内的航空客、货、邮运输业务及延伸服务。

## 历史
- 1992年5月18日，中国民航飞行学院向民航总局申请筹办长城航空公司。6月26日，民航总局同意筹办长城航，基地设在重庆江北机场，经营国内航空客货运输。7月21日，民航总局向民航飞行学院颁发了长城航经营许可证，两字代码为“GW”。
- 1993年12月15日，民航总局航行司批准长城航从12月20日起使用“G8”的二字代码。
- 1996年9月23日，民航总局同意长城航空公司迁址宁波。10月12日，民航飞行学院与宁波市人民政府签订《关于长城航空公司迁址宁波有关问题的协议》。
- 1997年3月27日，长城航三架飞机分两批调机宁波，公司搬迁任务顺利安全完成。
- 2001年2月2日，宁波市政府、东航、民航飞行学院就长城航空公司重组问题举行会谈；东航和民航飞行学院同意将长城航改制为中国东方航空股份有限公司宁波分公司，以宁波为基地，在宁波注册。6月8日，中国东方航空股份有限公司宁波分公司正式挂牌成立。[1]
- 2009年10月20日，更名为中国东方航空股份有限公司浙江分公司[2]。

## 通航城市

### 定期航班
北京、广州、深圳、青岛、武汉、成都、昆明、三亚、长沙、重庆、西安、西宁、银川、大连、香港、台北、曼谷、濟州、大阪、静冈

### 包机
澳门、普吉岛、名古屋、首尔

## 机队
- 空客A320 24架

| B-8167 | B-8405 | B-8567 | B-8570 |

| B-1019 | B-1035 | B-1051 | B-1836 | B-1860 | B-1861 | B-2228 | B-2229 | B-2415 | B-6001 |
| B-6007 | B-6011 | B-6333 | B-6335 | B-6758 | B-6797 | B-6798 | B-6805 | B-6870 | B-6880 |